# Turnia przed Skokiem

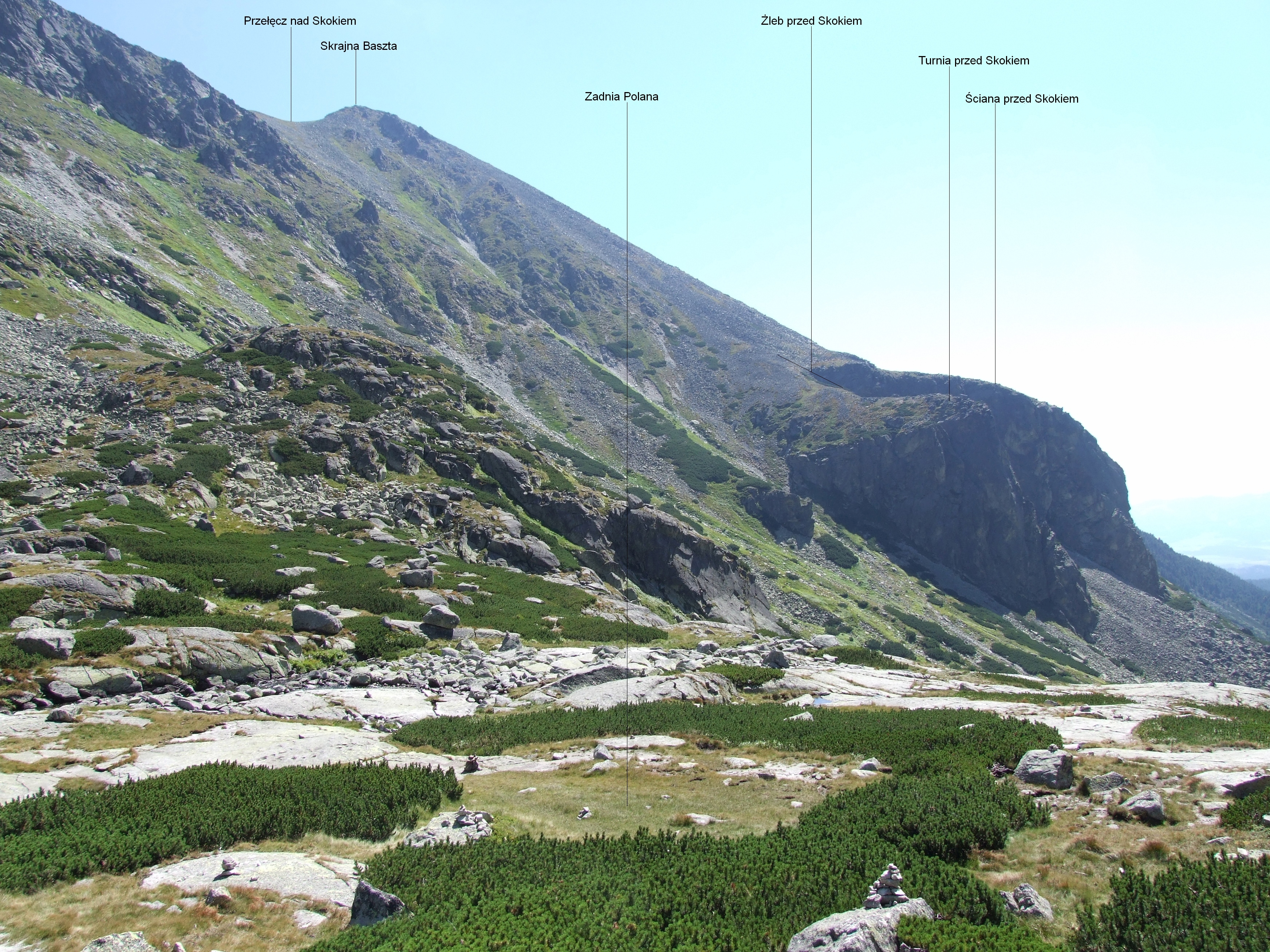

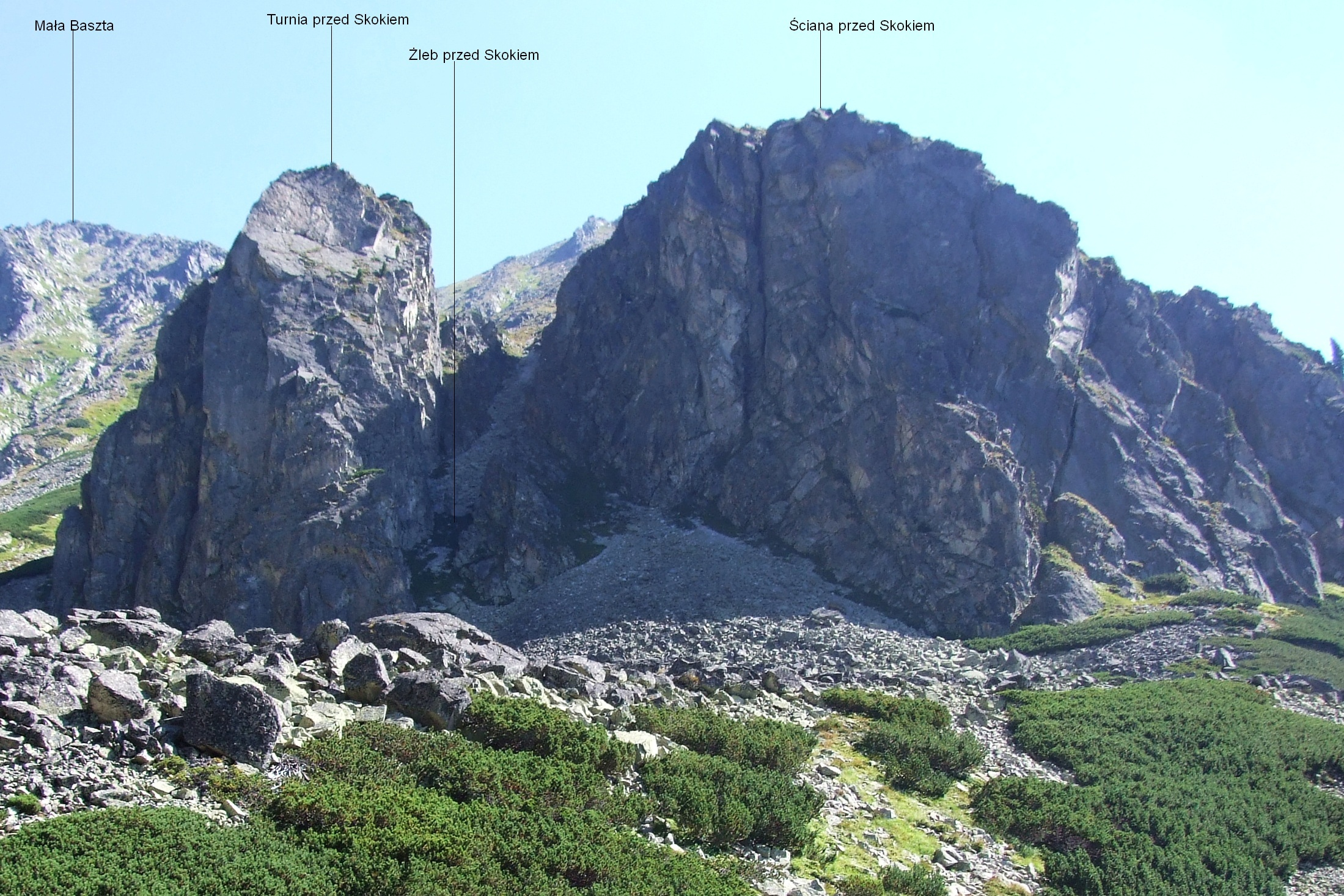

Turnia przed Skokiem (słow. Veža pod Skokom, ok. 1860 m) – turnia w zachodnim zboczu Skrajnej Baszty w Grani Baszt w słowackich Tatrach Wysokich. Znajduje się w lewym zboczu Doliny Młynickiej w pobliżu Wodospadu Skok. Są tutaj dwie symetryczne turnie: Turnia przed Skokiem (północna, lewa) i Ściana przed Skokiem (południowa, prawa) rozdzielone Żlebem przed Skokiem. 

## Nazewnictwo
Arno Puškáš nadał północnej turni nazwę Veža pod Skokom, południowej Stena pod Skokom. W slangu taternickim turnie mają nazwy Lewy Cyc (północny) i Prawy Cyc (południowy) lub Cyce. Ta nazwa uzasadniona jest tym, że oglądane z dalsza, z góry i z boku, kojarzą się z kobiecym biustem. Władysław Cywiński zaakceptował nazwy Puškáša nieco je modyfikując. Nie przyjął nazw używanych przez taterników, nie z powodu purytanizmu, lecz dlatego, że 99% ludzi (turyści) ogląda te turnie z dołu, z dna Doliny Młynickiej, skąd wyglądają zupełnie inaczej i nie kojarzą się z kobiecym biustem. Na mapie Polkartu obydwie turnie zaznaczone są jako Veža nad Skokom. Kartografowie zaakceptowali tu nazwę Puškáša, który był niekonsekwentny i raz posługiwał się nazwą Veža nad Skokom, raz Veža pod Skokom.

## Taternictwo
Turnia przed Skokiem ma poziomy taras grzbietowy o długości kilkudziesięciu metrów. Jest szczuplejsza od swojej sąsiadki. Jej zachodnia ściana jest lita i urwista. Ukośna ściana północna opada do żlebu z Przełęczy nad Skokiem, południowa do Żlebu przed Skokiem. Dla taterników obydwie turnie są atrakcyjne; są lite, blisko i mają trudne drogi wspinaczkowe. Na Turni przed Skokiem jest ich dziewięć. Arno Puškáš napisał o nich:Większość dróg jest technicznie wymagająca, nie można jednak pozbyć się myśli, iż są to ćwiczebne skałki umieszczone w wysokogórskim klimacie.
1. Środkiem zachodniej ściany; VI-, A0 w skali tatrzańskiej
2. Lewą częścią zachodniej ściany; VIII-, czas przejścia 8 godz.
3. Lewą krawędzią zachodniej ściany; VIII/VIII+, 6 godz.
4. Lewym zacięciem zachodniej ściany; IV, 1 godz.
5. W świecie snów; VI+, A2
6. Północnym zacięciem; V-, A1, 1 godz. 30 min godz.
7. Wietrzne zacięcie; V-[1].